# Dolna Belitsa
Dolna Belitsa (en macédonien Долна Белица, en albanais Belica e Poshtme) est un village du sud-ouest de la Macédoine du Nord, situé dans la municipalité de Struga. Le village comptait 1 026 habitants en 2002. Il est majoritairement albanais.

## Démographie
Lors du recensement de 2002, le village comptait :
- Albanais : 945 (92,1 %) ;
- Valaques : 24 (2,3 %) ;
- Macédoniens : 17 (1,6 %) ;
- Autres : 38 (3,9 %).